# Parafia Najświętszego Serca Pana Jezusa w Kierzkowie
Parafia pw. Najświętszego Serca Pana Jezusa w Kierzkowie – parafia rzymskokatolicka należąca do  dekanatu Myślibórz, archidiecezji szczecińsko-kamieńskiej, metropolii szczecińsko-kamieńskiej. W parafii posługują księża archidiecezjalni. Według stanu na wrzesień 2018 proboszczem parafii był ks. Włodzimierz Koguciuk. 

## Miejsca święte

### Kościół parafialny
Kościół Najświętszego Serca Pana Jezusa w Kierzkowie

### Kościoły filialne i kaplice
- Kościół św. Antoniego z Padwy w Otanowie[1]
- Kościół Nawiedzenia Najświętszej Maryi Panny w Rowie[1]